# Султан-Эли
Султа́н-Эли́ (укр. Султан-Елi; крымскотат. Sultan Eli, Султан Эли) — исчезнувшее село в Сакском районе Республики Крым (согласно административно-территориальному делению Украины — Автономной Республики Крым), располагавшийся на западе района, в степной зоне Крыма, на берегу озера Донузлав, примерно в 2,5 км к северу от современного пгт Мирный Евпаторийского горсовета (территория бывшей авиабазы противолодочной авиации Донузлав).

## История
Первое документальное упоминание села встречается в Камеральном Описании Крыма… 1784 года, судя по которому, в последний период Крымского ханства Гаджи Дарганд входил в Козловский кадылык Козловского каймаканства. После присоединения Крыма к России (8) 19 апреля 1783 года, (8) 19 февраля 1784 года, именным указом Екатерины II сенату, на территории бывшего Крымского Ханства была образована Таврическая область и деревня была приписана к Евпаторийскому уезду. После Павловских реформ, с 1796 по 1802 год, входила в Акмечетский уезд Новороссийской губернии. По новому административному делению, после создания 8 (20) октября 1802 года Таврической губернии, Султан-Эли был включён в состав Кудайгульской волости Евпаторийского уезда.
По Ведомости о волостях и селениях, в Евпаторийском уезде с показанием числа дворов и душ… от 19 апреля 1806 года в деревне Султан Эли числилось 7 дворов и 39 крымских татар. На военно-топографической карте генерал-майора Мухина 1817 года деревня Султан али обозначена с 6 дворами. После реформы волостного деления 1829 года Султан Али, согласно «Ведомости о казённых волостях Таврической губернии 1829 г» остался в составе Кудайгульской волости. На карте 1836 года в деревне 7 дворов, а на карте 1842 года Султан-Эли обозначен условным знаком «малая деревня», то есть, менее 5 дворов.
В 1860-х годах, после земской реформы Александра II, деревню приписали к Чотайской волости. Согласно «Памятной книжке Таврической губернии за 1867 год», деревня Султан Эли была покинута жителями в 1860—1864 годах, в результате эмиграции крымских татар, особенно массовой после Крымской войны 1853—1856 годов, в Турцию и лежала в развалинах.
Вновь в доступных источниках деревня встречается «…Памятной книжке Таврической губернии на 1900 год», согласно которой в Султан-Эли Донузлавской волости числилось 10 жителей в 7 домохозяйствах. В дальнейшем в учётных документах деревня не встречается, но обозначена на карте Крымского статистического управления 1922 года и, как «соляной промысел Султан-Эли» на карте 1942 года.